# لی بینگ‌بینگ
لی بینگ‌بینگ (انگلیسی: Li Bingbing؛ زادهٔ ۲۷ فوریهٔ ۱۹۷۳) هنرپیشه و خواننده اهل چین است.
از فیلم‌هایی که وی در آن نقش داشته است، می‌توان به جوخه اژدها، رزیدنت ایول: قصاص، پادشاهی ممنوعه، تبدیل‌شوندگان: عصر انقراض و مگ اشاره کرد.